# Pańszczycki Potok
Der Pańszczycki Potok ist ein rund sechs Kilometer langer linker Zufluss der Sucha Woda Gąsienicowa in der Woiwodschaft Kleinpolen in Polen. Er hat den Charakter eines Hochgebirgsflusses.

## Geografie
Der Fluss hat seine Quelle im Tal Czerwony Staw Pańszczycki, durchfließt das Tal Dolina Pańszczyca und mündet in dem Tal Sucha Woda Gąsienicowa in der Hohen Tatra. Der ganze Flusslauf befindet sich im Tatra-Nationalpark.

## Flora und Fauna
Das Wasser des Pańszczycki Potok ist sauber, im Fluss leben Regenbogenforelle, Forelle, Äsche, Groppe und Elritze. Der Fluss fließt zunächst über der Baumgrenze und ist in seinem Unterlauf von Fichtenwäldern umgeben.

## Tourismus
Der Fluss ist nur in seinem Unterlauf über einen grün markierten Wanderweg zugänglich.

## Flussverlauf

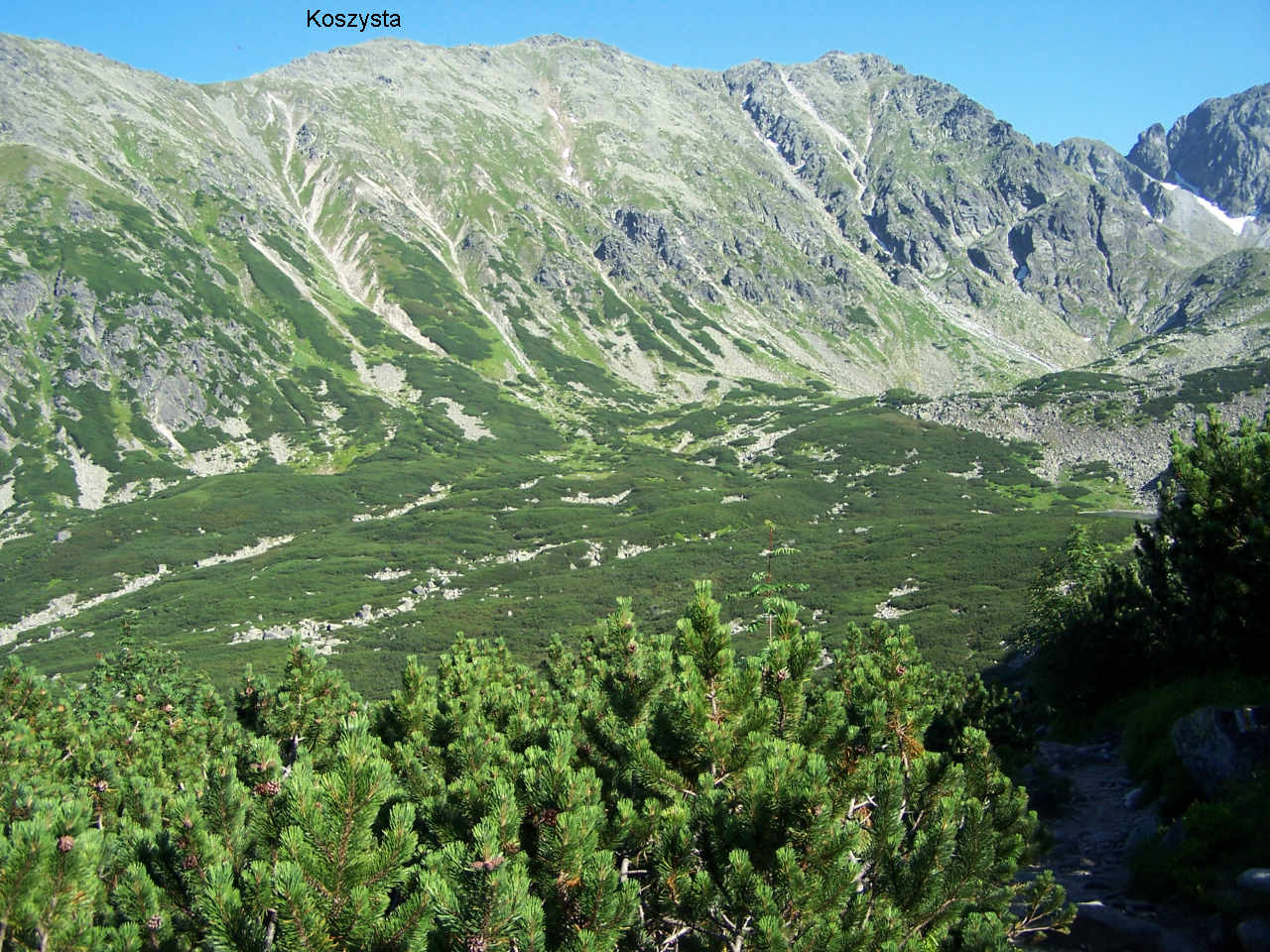
Dolina Pańszczyca
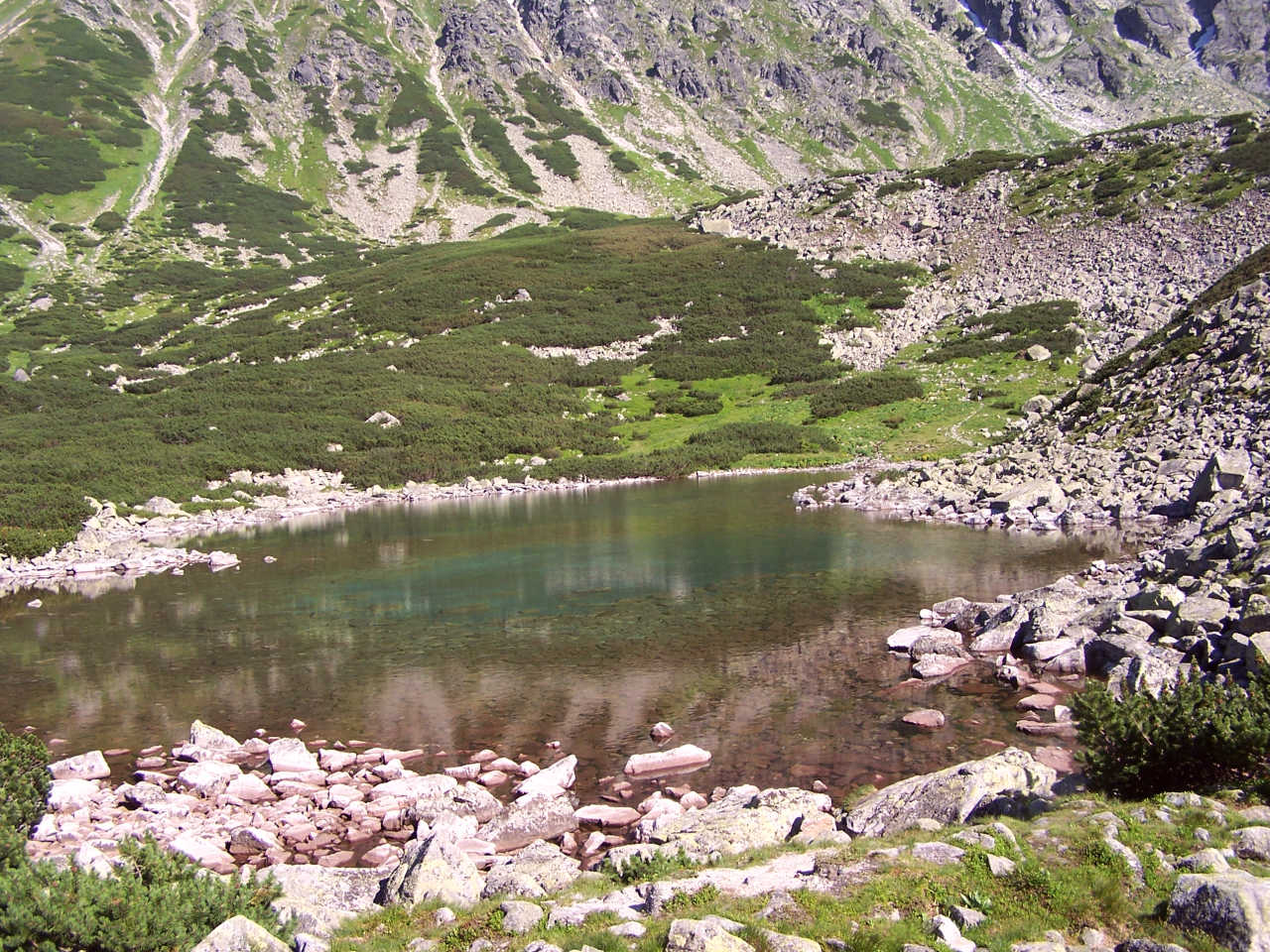
Czerwony Staw Pańszczycki
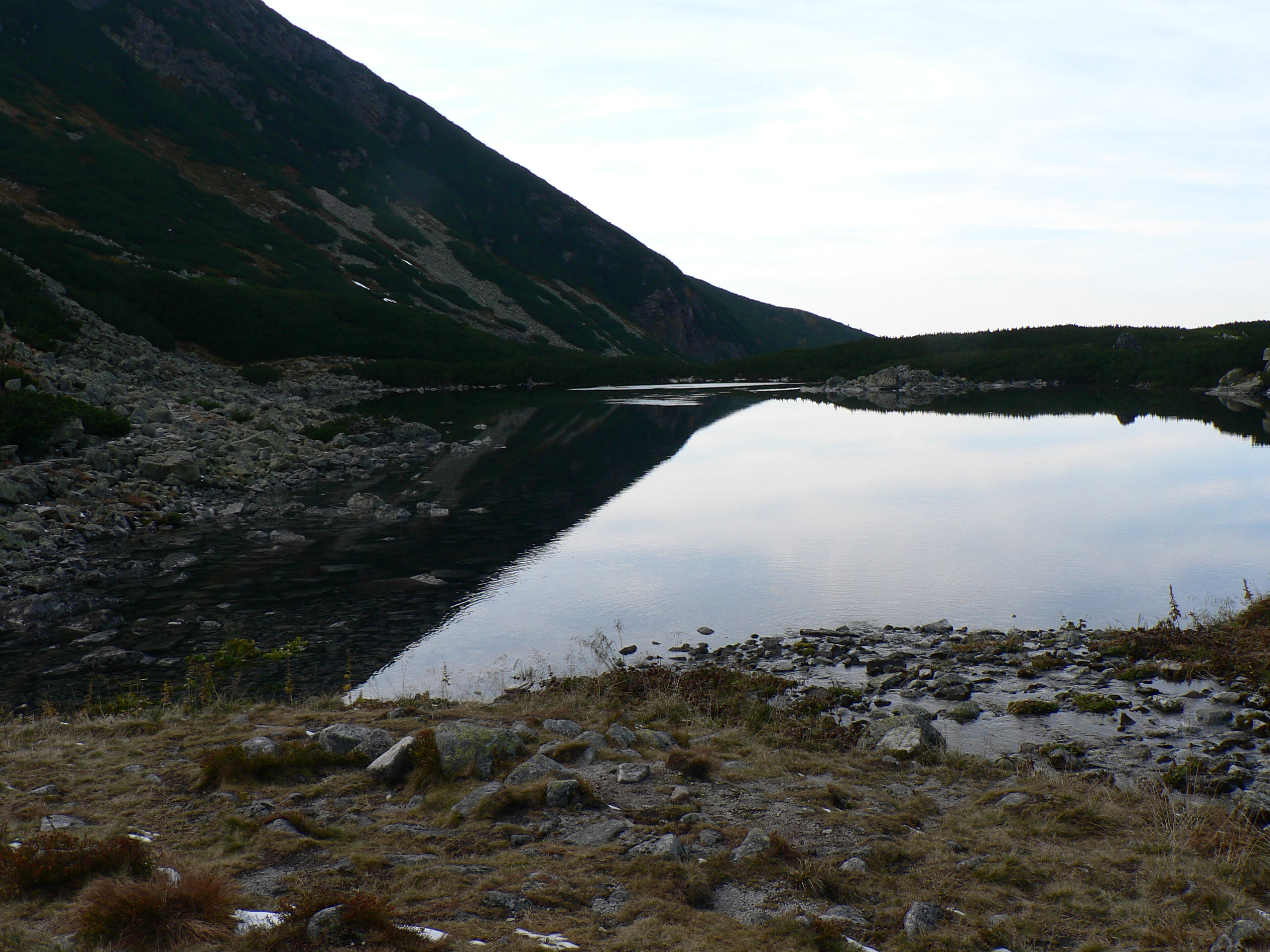
Czerwony Staw Pańszczycki
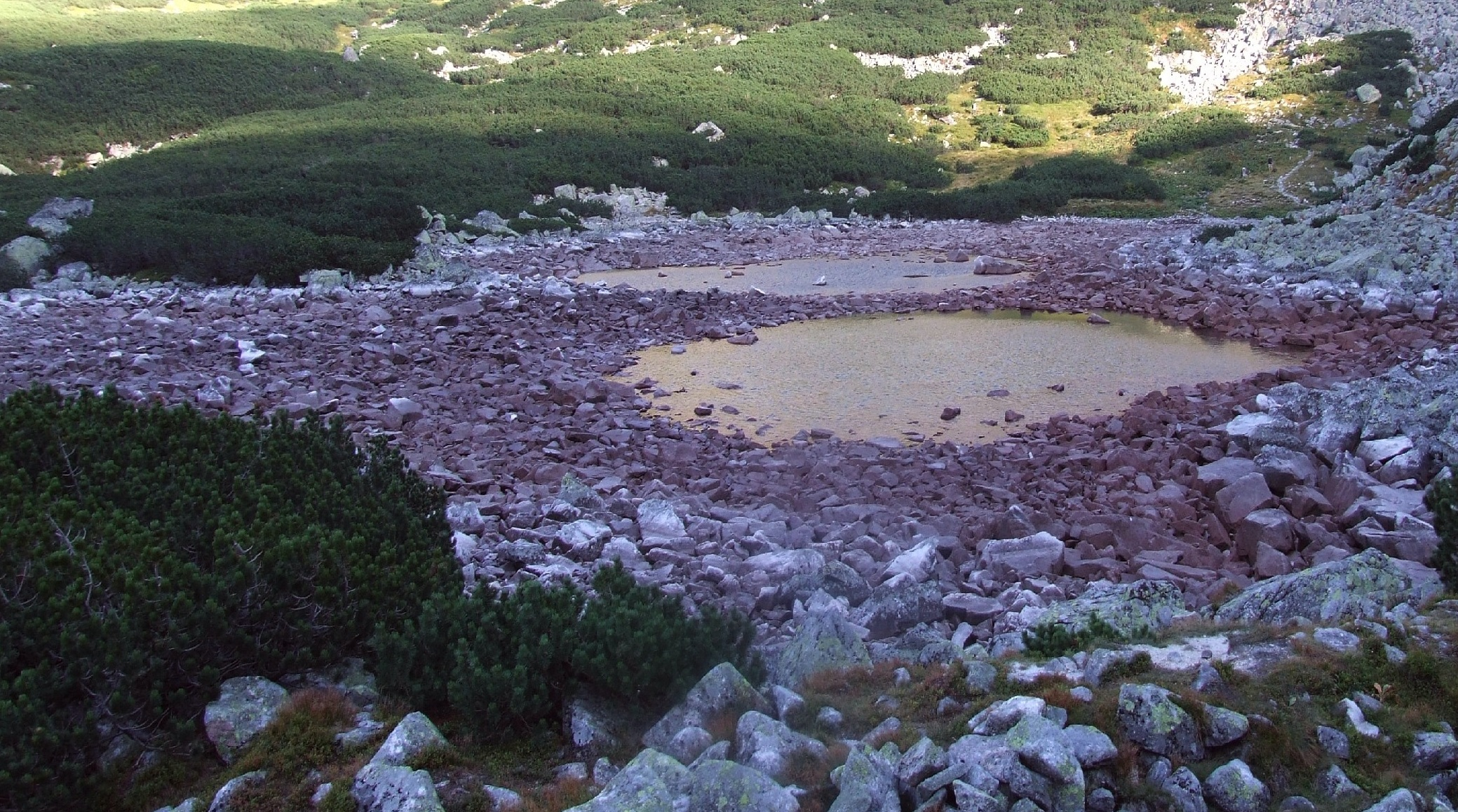
Czerwony Staw Pańszczycki
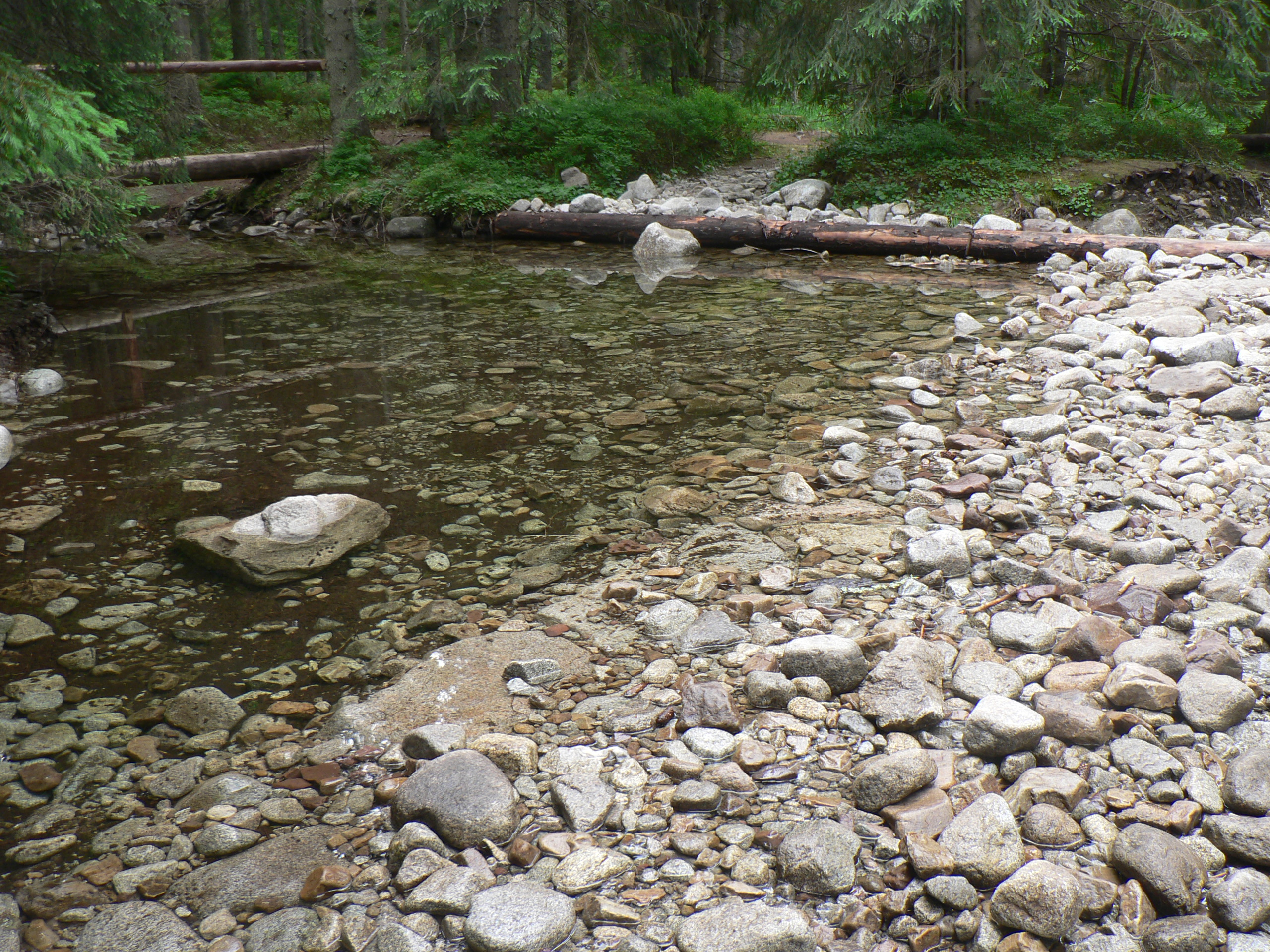
Unterlauf